# Rebecca Fowler
Rebecca Fowler, död 1685, var en amerikansk jordbrukare. Hon är känd som den enda person som blev avrättad för häxeri i Maryland. 
Fowler var en tidigare straffånge, som med sin make ägde ett jordbruk där straffångar arbetade. Hon anklagades för att ha orsakat sjukdom och skador på ett flertal personer genom trolldom. Hon avrättades genom hängning. 